# Grace Phipps
Grace Phipps est une actrice américaine, née le 4 mai 1992 à Austin au Texas.

## Biographie
Grace Phipps est née le 4 mai 1992 à Austin au Texas. Elle a grandi à Boerne et à San Antonio, Texas. Elle est diplômée à la Robert E. Lee High School et The North East School of The Arts.
En 2010, elle déménage à Los Angeles pour poursuivre sa carrière d'actrice et elle obtient immédiatement le rôle de Bee dans Fright Night, en rejoignant après, la série The Nine Lives of Chloe King. Elle joue également, en 2012, le rôle d'April Young dans la série Vampire Diaries. En 2013, le rôle de Lela dans le Disney Channel Original Movie Teen Beach Movie aux côtés de Ross Lynch, Maia Mitchell, John DeLuca ou encore Garrett Clayton. En 2014, elle obtient le rôle de Brandy Braxton dans Austin et Ally, au côté de son partenaire de Teen Beach Movie Ross Lynch. Elle fait aussi partie du Disney's Circle of Stars. En 2017, elle obtient le rôle d'une survivante dans la 4e saison de Z Nation.

## Filmographie
- 2011 : Fright Night : Bee
- 2011 : The Nine Lives of Chloe King : Amy Tiffany Martins (10 épisodes)
- 2012-2013 : Vampire Diaries : April Young
- 2013 : Baby Daddy : Megan (saison 2)
- 2013 : Supernatural : Hael (saison 9)
- 2013 : Teen Beach Movie : Lela
- 2013 : The Signal : Zoe
- 2014 : Austin et Ally : Brandy Braxton
- 2015 : Teen Beach 2 : Lela
- 2015 : Scream Queens : Mandy Greenwell jeune
- 2015 : Hawaii 5-0 : Erica Young
- 2017 : Z Nation : Une survivante (saison 4)
- 2021 : Superhost : Rebecca